# Åke Hallman
Gustaf Åke Linus Hallman (ur. 12 listopada 1912 w Borås, zm. 21 czerwca 1973 tamże) – szwedzki piłkarz grający na pozycji napastnika. W swojej karierze rozegrał 10 meczów i strzelił 5 goli w reprezentacji Szwecji.

## Kariera klubowa
Swoją karierę piłkarską Hallman spędził w klubie IF Elfsborg z miasta Borås.

## Kariera reprezentacyjna
W reprezentacji Szwecji Hallman zadebiutował 12 czerwca 1935 roku w zremisowanym 2:2 meczu Mistrzostw Nordyckich 1933/1936 z Finlandią, rozegranym w Sztokholmie. W 1936 roku był w kadrze Szwecji na igrzyska olimpijskie w Berlinie. Od 1935 do 1936 roku rozegrał w kadrze narodowej 10 spotkań i zdobył w nich 5 bramek.